# Pidžin
Pidžinski jezici, odnosno pidžin (prema engl. pidgin, nepoznatoga etimološkoga podrijetla, koja se javlja u doba početaka trgovine Britanaca s Dalekim Istokom, a dolazi od "pidgin", kako je zvučalo kad su Kinezi pokušavali izgovoriti englesku riječ "business"), jednostavni jezici nastali mješavinom dvaju ili više jezika za potrebe osnovnoga priopćivanja između pripadnika različitih jezičnih i etničkih skupina. SIL bilježi 18 ovakvih jezika (danas 17): barikanchi, broom kreolski (broome pearling lugger pidgin), fanagalo, gibanawa, hiri motu, iha based pidgin, kineski pidgin engleski, liberijski engleski, lingua franca, maskoy pidgin, mobilian, ndyuka-trio pidgin, nefamese, onin based pidgin, pidgin delaware, settla i tay boi.
Broj ovih jezika daleko je veći, ali nemaju svi kodne nazive. Po jednom popisu ima ih 83

## Poveznice
- Russenorsk jezik

## Vanjske poveznice
- Ethnologue (14th)